# Réflexions sur le phlogistique
Réflexions sur le phlogistique, pour servir de suite à la théorie de la combustion et de la calcination, publiée en 1777 est un ouvrage d'Antoine Lavoisier, basé sur une communication qu'il fit à l'Académie royale des sciences en 1783 et qui fut publié par cette dernière en 1786. Dans ces Réflexions, Lavoisier démontre l'inconsistance de la théorie phlogistique, élaborée au XVIIIe siècle par Georg Ernst Stahl pour expliquer les phénomènes de combustion. 
Le « phlogistique » était, selon Stahl, la substance relâchée par tout solide sous l'action du feu, ce qui expliquait la perte de masse subie par un corps après combustion. Toutefois, dans les années 1760, Lavoisier fit des expériences avec le soufre, le plomb et l'étain, et constata que la masse de résidu de l'un de ces corps après calcination était supérieure à celle du corps initial, ce qui invalidait de fait la théorie du phlogistique. En effet, le poids du phlogistique aurait alors dû être négatif dans le cas des métaux, ce qui n'a pas de sens. Cette démonstration ouvrit la voie de la Révolution chimique.